# Tomanek Gábor
Tomanek Gábor (Pécs, 1951. december 1. –), születési neve: Tomanek Gábor Tamás, névváltozata: Kolosi Gábor, magyar színművész, szinkronszínész, Tomanek Nándor fia.

## Élete
Bólyban a Mezőgazdasági Szakközépiskolában érettségizett. 1978-ban végzett a Színház- és Filmművészeti Főiskolán. Főiskolásként játszott a Nemzeti Színházban, valamint a József Attila Színházban, majd a Pécsi Nemzeti Színház, a győri Kisfaludy Színház, a Jurta Színház, a zalaegerszegi Hevesi Sándor Színház és a Békés Megyei Jókai Színház következett.
Édesapja javaslatára főiskolásként felvette a Kolosi Gábor művésznevet, hogy ne befolyásolja az apja hírneve jó vagy rossz irányban a karrierjét, de mivel édesapjával teljesen azonos a hangja, így folyton felismerték, ezért visszavette az eredeti nevét. A hangi hasonlóságnak köszönhető, hogy őt kérték fel a Mézga család negyedik szériájának szinkronizálásra édesapja szerepében mint Máris szomszéd a Mézga család és az ámítógép sorozatban, melyből pénzhiány miatt 2017-ig csak két rész készült el, de azok is csak interneten elérhetők még.

## Családja
Édesapja a kétszeres Jászai Mari-díjas érdemes és kiváló művész színművész, Tomanek Nándor. Édesanyja Polácsi Margit.
Felesége Nagy Erika (1966– ) színésznő, fiuk, Tomanek Nándor unokája ifjabb Tomanek Gábor.

## Színházi szerepei
A Színházi adattárban regisztrált bemutatóinak száma Tomanek Gábor néven 89 és Kolosi Gábor néven 4.
| - Herczeg Ferenc: Bizánc (Demeter nagyherceg) - Gogol–Parchwitz: A revizor (Ferenc Pongrác Dobzien, építési vállalkozó) - Shakespeare: Macbeth (Ross, skót nemes) - Masteroff–Kander–Van Druten: Kabaré (Ernst Ludwig) - Brandon Thomas: Charley nénje (Jack Topplebee) - Csehov: Három nővér (Versinyin) | - Agatha Christie: Eszményi gyilkos (Julian Ferrar) - Móricz–Kocsák: Légy jó mindhalálig (Sarkadi tanár úr:) - Shakespeare: Lear király (Alban fejedelem) - Békés József: Kardhercegnő (IV. Akácius, Akácia királya) - Szigligeti Ede: Liliomfi (Liliomfi, vándorszínész) - Nyirő József: Jézusfaragó ember...Plébános |

## Filmszerepek

### Játékfilmek
- Kojak Budapesten (Ablaktisztító) (1980)
- Kinek a törvénye? (Zsóka udvarlója) (1979)
- Dóra jelenti (1978)

### Tévéfilmek
- Drága örökösök (Árpi) (2019)
- Végzős kezdők (Aradi) (2013)
- Kisváros: Gyilkos hírek 1–2. (Bartos Tibor újságíró és gyilkos) (2001)
- Ábel Amerikában (1997)
- Az aranygyapjú elrablása (Iaszón) (1989)
- Szomszédok (Széles Emil) (1988)
- Kutyánszky Kázmér, a versíró kutya (Kázmér) (1987)
- Sztyepancsikovo falu és lakói (Szerjózsa, Rosztyanev unokaöccse) (1986)
- Mint oldott kéve (Stahremberg Pista) (1983)
- Asszonyok (Antal Géza orvos) (1981)
- Petőfi (Deák Ferenc) (1981)
- Rang és mód (Sándor, Bannai Jenõ fia) (1980)
- A király pantallója (Vendi) (1979)
- Küszöbök (1978)

## Szinkronszerepek
| Cím                                          | A film elkészülte | Magyar változat (szinkron) | Szerep                   | A szinkronizált színész |
| -------------------------------------------- | ----------------- | -------------------------- | ------------------------ | ----------------------- |
| Mézga család és a(z) (sz)ámítógép (rajzfilm) | 2017              |                            | Máris szomszéd           | –                       |
| A testőr                                     | 2006              | 2006                       | Ballentine elnök         | David Rasche            |
| A híd túl messze van                         | 1977              | 1986                       | J.O.E. Vandeleur ezredes | Michael Caine           |

## Díjak és kitüntetések
- Békéscsaba kultúrájáért (2010)
- Békéscsabai Irodalmi Estek életműdíja (2014)[7]